# Квірбейтинг

Плакат телесеріалу «Вбиваючи Єву»

Квірбейтинг, квірбейт (англ. queerbaiting, queer-baiting, queer baiting, від queer + baiting) — маркетингова техніка (маркетинговий хід) в художніх творах та індустрії розваг, коли автори натякають, але явно не зображують одностатеві стосунки чи належність героїв до ЛГБТ. Мета цього методу полягає в тому, щоб «приманити» (англ. bait, приманка; див. клікбейт), тобто залучити квір-аудиторію або аудиторію, яка підтримує ЛГБТ, завуальованим натяком на гомосексуальні стосунки чи квір-ідентифікацію персонажів, які їм подобаються, але не даючи фактичного підтвердження, щоби не відштовхнути гомофобну аудиторію або не надати цензурі можливості віднести двозначну поведінку героїв до забороненої законодавством «пропаганди» тощо.
Словник Dictionary.com визначає квірбейтинг як «маркетингову техніку, що містить навмисну гомоеротику або таку, що апелює до тем ЛГБТК+, і призначена для залучення ЛГБТК+-аудиторії, але без явного включення відвертих ЛГБТК+ 
-стосунків, персонажів або людей», другорядне значення — «провокації проти ЛГБТК+, особливо в усній і письмовій формі, включно з мовою ненависті, погрозами й іншими формами переслідування спільноти ЛГБТК+».

## Історія
Термін «квірбейтинг» з'явився у 1950-1980-х роках, коли американська поліція в буквальному значенні цього слова ловила ґеїв «на приманку», вважаючи, що вони загрожують національній безпеці, адже комуністи можуть їх легко шантажувати. Уперше «квірбейтинг» назвав гомофобною риторикою та словесною образою у 1980-х роках терапевт Лоуренс Голдін (викладач, у тому числі, й Барака Обами) у статті про дискримінацію ґеїв у судах США «Безпричинна мова в апеляційних справах за участю ґеїв: квір-травля з лави».
Коли наприкінці 1970-х в Америці з'являються перші відкриті ґеї, разом зі зростанням усвідомленості суспільства змінюється і ставлення до квір-персон медіакорпорацій, які зрозуміли, що на ринку формується нова аудиторія. Автори індустрії розваг почали навмисно натякати на гомосексуальність персонажів, щоб залучити до продукту представників ЛГБТК+, без явного представлення одностатевих стосунків. Причому це супроводжується наполегливим запереченням та висміюванням припущень ймовірності таких стосунків.
Квірбейтинг спостерігався в популярній культурі та художній літературі, наприклад у фільмах, телесеріалах, книгах, музиці, рекламі, різних формах ЗМІ, а також у знаменитостей, які передають неоднозначну сексуальну ідентичність через свої роботи та висловлювання. Термін «квірбейтінг» щодо цього явища популяризувався через дискусії в інтернет-фандомах серіалів та попмузики з початку 2010-х років.

## Оцінки

### Занепокоєння квір-аудиторії
Прихильники квір-музики із занепокоєнням і гнівом відреагували на те, що їхню ідентичність використовують як простий маркетинговий хід. Фанати серіалів висміювали квірів, які використовувалися як стереотипний прийом для просування сюжету, а не як повноцінні персонажі, наприклад, у «Хор» (2009—2015), який був розкритикований шанувальниками за представлення «поверхових квір-стереотипів для драматичного ефекту».
Прихильники квіру вважають квірбейтінг «способом кинути нам кістку, коли ми зазвичай нічого не маємо, визнати, що ми присутні серед аудиторії, коли можновладці воліють нас ігнорувати». Еммет Скаут писав, що «квірбейтинг працює на свою аудиторію, оскільки пропонує припущення, що квір-люди справді займають життєво важливе місце в цих історіях, що вони навіть можуть бути визначальними фігурами, героями. Припущення — але не реальність». Роуз Бріджес резюмувала вплив цієї практики на квір-фанів як отримання «рівно достатньо [репрезентації], щоб зацікавити нас, але недостатньо, щоб задовольнити нас і зробити нас справді представленими».

### Відгуки
Критики тих, хто бере участь у квірбейтинговому дискурсі, вказують на його схожість з підтекстом, що став популярним в кіно та засобах інформації США в 1930-х роках завдяки так званому Кодексу Гейза, серії моральних цензурних директив, які обмежували те, що можна було показувати на кіноекрані. Відтоді використання підтексту стало літературним прийомом для розповіді різноманітних історій. Однак ті, хто беруть участь у квірбейтинговому дискурсі, стверджують, що репрезентація ЛГБТ більше не повинна бути «в тіні». Замість того, щоб додати художню цінність, фанати квір розглядають цю тактику як увічнення маргіналізації ЛГБТ.

### Соціальні зміни
Окремі медіадослідники вважають зростання квірбейтингу відображенням зсуву до більш позитивного сприйняття квір-стосунків у сучасних суспільствах, тобто певним прогресом. Проте цей суспільний зсув також збільшив очікування квір-фанів щодо якості та автентичності квір-репрезентації — вони вимагають не просто будь-якої репрезентації взагалі, а скоріше «шанобливого та змістовного зображення» своїх стосунків. Саме тому двозначна сексуальність, яку проєктували артисти XX-го століття (Девід Бові, Елтон Джон, Мадонна), не розглядалася такою ж мірою, як їхні наступники.
Різноманітні компанії та корпорації (Starbucks, Ben & Jerry's, Tylenol), демонстрували квір-людей і квір-сім'ї в рекламі, допомагаючи нормалізувати та підвищити обізнаність квір-спільноти.
Квірбейтинг висвітлив купівельну спроможність квір-спільноти, і компанії приймають економічні рішення, які просувають і підтримують квір-спільноту та її представництво, що зрештою спокушає «рожеві гроші» (купівельну спроможність ЛГБТ-спільноти). Терміни, пов'язані з квір-спільнотою, як-от «рожеві гроші», показують важливість квір-людей в економіці та суспільстві.
У травні 2020 року рецензентка Софі Перрі, яка писала для лесбійського лайфстайл-журналу «Curve», зазначила, що квірбейтинг надовго зберігся в репрезентації ЛГБТ, та згадала одностатеві поцілунки вигаданих персонажів Ше-Ра та Гарлі Квінн, які могли бути «типовим квірбейтингом», але не стали. Як інший приклад Перрі навела «квір-завершення» серіалу «Легенда про Корру», яке підтвердило стосунки Корри та Асамі Сато, але залишило їх «навмисно неоднозначними», щоби серіал міг вийти в ефір дитячої мережі. На завершення вона назвала серіал «Ші-Ра і могутні принцеси» культурно значущим та додала, що в міру того, як на перший план виходить більше творчих квір-людей, квірбейт неминуче «залишиться в минулому».
У березні 2021 року авторка журналу «Vanity Fair» Джоанна Робінсон запитала, коли підтекстова квір-ідентифікація переходить на територію квірбейтінгу. Художник-мультипликатор Дана Террас сказала, що це «часто трапляється в сучасних аніме», а Робінсон сказала, що це також спостерігається в таких шоу, як завершення телесеріалу «Надприродне» або «гамір навколо Фінна та По у [фільмі] „Зоряні війни: Скайвокер. Сходження“».

## Приклади

### Компанії та бренди
Disney неодноразово звинувачували у квірбейтингу, а Коді Маєр з Університету Галла стверджував, що «Дісней готовий створювати анімаційні фільми та телевізійні шоу, які пропонують квір-контент, але лише за умови, що це не шкодить його консервативному іміджу». Режисери фільму «Месники: Завершення» говорили в інтерв’ю про те, що настав «ідеальний час» включити у франшизу репрезентацію квірів, однак виявилося, що це був один рядок, сказаний неназваним другорядним персонажем у фільм. «Зоряні війни: Скайвокер. Сходження» зіткнулися з подібною критикою після того, як режисер Джей Джей Абрамс заявив у рекламному престурі фільму, що він включив у фільм квірів, але це виявився один кадр поцілунку на тлі однієї сцени. Кілька інших фільмів Діснея, включно з фільмом «Красуня і Чудовисько» та «Круелла» 2017 року рекламувалися як такі, що мають квір-персонажів (у деяких випадках пропагували як першого відкрито квір-персонажа Діснея), однак у кожному випадку зображення ЛГБТ на екрані було або лише натяком, або короткою передісторією, яку легко можна було пропустити.

### Художні твори
Указані нижчі  персонажі або одностатеві стосунки між персонажами також були інтерпретовані як приклади квірбейтингу принаймні деякими надійними джерелами ЗМІ. Цю інтерпретацію не обов'язково поділяють усі критики чи шанувальники.

#### Телебачення
- «Баффі — переможниця вампірів» — Баффі Саммерс та Фейт Лігейн[40]
- «Якось у казці» — Емма Свон і Реджина Міллс[41]
- «Дві дівчини без копійчини» — Макс Блек і Керолайн Ченнінг[42]
- «Хор» — Рейчел Беррі та Квінн Фабре[41]
- «Різзолі та Айлз» — Джейн Різзолі та Мора Айлз[43]
- «Супердівчина» — Кара Денверс і Лена Лютор[41]
- «Венздей» — Венздей Аддамс та Енід Сінклер[44]
- «Рівердейл» — Бетті Купер і Вероніка Лодж[45][41] та Арчі Ендрюс і Хоакін ДеСантос[46]
- «9-1-1» — Бак (Еван Баклі) та Едді (Едмундо Діас)[47]
- «Шерлок» — Шерлок Холмс і Джон Ватсон[19][48]
- «Пригоди Мерліна» — принц Артур Пендрагон і чарівник Мерлін[15]
- «Дивні дива» — Вілл Баєрс і Майк Вілер[49][50][51]
- «Вовченя» — Дерек Гейл і Стайлз Стілінскі[52][53][54]
- «Вольтрон: Легендарний захисник»[en] — Широ та Адам[55]

Деякі серіали дійсно зображували одностатеві стосунки після того, як їх критикували за квірбейтинг:
- «Вбиваючи Єву» — Єва і Віланель[56][57][58][59][60]
- «Надприродне» — Кастіель і Дін Вінчестер[61][62][63][41]

#### Фільми
- «Ідеальний голос» — Бека Мітчелл та Хлоя Біл[64][65]
- «Тор: Раґнарок» — Валькірія[66]
- «Тор: Любов і грім» — Валькірія, Корг[67][68]
- «Чорна Пантера» — Окойе і Айо[69]
- «Перший месник: Протистояння» — Бакі Барнс і Стів Роджерс[70]
- «Фантастичні звірі: Злочини Ґріндельвальда» — Албус Дамблдор і Ґелерт Ґріндельвальд[71]
- «Лука» — Лука Пагуро та Альберто Скорфано[72]
- «Зоряні війни: Скайвокер. Сходження» — Фінн і По[33][36]
- «Майстер Їнь-ян: Мрія про вічність»[en] — Цин Мін і Бо Я[73]

#### Аніме
- «Ізетта — остання відьма»[en] — Ізетта та принцеса Файне[74]
- «Звучи! Еуфоніум» — Куміко Омае та королева Косака[75]

### Соціальні мережі
У День сміху, 1 квітня 2020 року, творці вебконтенту, які були переважно гетеросексуальними чоловіками, почали публікувати короткі відеоролики та інтернет-челенджі в соціальних мережах, здебільшого в TikTok та Instagram, синхронізуючи відео американського співака Will.i.am при виконанні пісні «Boys & Girls», вдаючи, що він заявляє про свою бісексуальність. У 2021 році звинуватили у квірбейтингу інфлуенсерів сатиричного телесеріалу «Alpha House», тоді як інші оюзники квір-спільнотис в мережі отримали такі ж звинувачення. Деякі інфлуенсери зробили заяви щодо звинувачень у квірбейтингу. Ноа Бека також звинуватили у квірбейтингу, хоча він продовжував підтверджувати свою особу як гетеро.
У квірбейтингу звинувачують багато челенджів чи трендів у TikTok та Instagram. Це включає поцілунки з іншими особами своєї статі, публікацію неправдивих камінг-аутів або неправдиві заяви про одностатеві стосунки. Багато знаменитостей, у тому числі Біллі Айліш і Нормані були звинувачені у квірбейтингу за свої пости в Instagram.
Хоча це було піддано критиці, інші стверджували, що популярність цієї тенденції є прикладом зростаючого сприйняття ЛГБТ-людей і (серед чоловіків) сприйняття гомосоціальності «м'якшої» форми маскулінності.